# Parachalciope furcifera
Parachalciope furcifera är en fjärilsart som beskrevs av George Francis Hampson 1902. Parachalciope furcifera ingår i släktet Parachalciope och familjen nattflyn. Inga underarter finns listade i Catalogue of Life.